# En directo desde el Teatro Arriaga
En directo desde el Teatro Arriaga es el tercer álbum en directo de la banda Fito & Fitipaldis, grabado en octubre de 2013 en el Teatro Arriaga de Bilbao, durante la gira de conciertos benéficos en teatros que la banda ofreció por toda España.
El disco salió a la venta el 4 de marzo de 2014 en digipack con 2 CD + 1 DVD. También estuvo disponible en un formato especial y limitado que incluye: 3 vinilos + 2CDs + DVD y en digital.

## Lista de canciones
CD1
1. Por la boca vive el pez - 5:27
2. Sobra la luz - 4:06
3. Me equivocaría otra vez - 5:52
4. Cerca de las vías - 3:07
5. A la luna se le ve el ombligo - 8:55
6. Quiero beber hasta perder el control - 3:52
7. Como pollo sin cabeza - 4:52
8. El funeral - 5:30
9. Que me arrastre el viento - 5:36
10. Me acordé de ti - 6:52

CD2
1. El ojo que me mira - 4:45
2. Esta noche - 6:57
3. La casa por el tejado - 5:20
4. A mil kilómetros - 4:32
5. Antes de que cuente diez - 6:30
6. Al cantar - 4:40
7. Soldadito marinero - 7:42
8. Acabo de llegar - 7:15

### DVD
1. Por la boca vive el pez
2. Sobra la luz
3. Me equivocaría otra vez
4. Cerca de las vías
5. A la luna se le ve el ombligo
6. Quiero beber hasta perder el control
7. Como pollo sin cabeza
8. 214 Sullivan Street
9. ¡Qué divertido!
10. El funeral
11. Que me arrastre el viento
12. Me acordé de ti
13. El ojo que me mira
14. Esta noche
15. La casa por el tejado
16. A mil kilómetros
17. Para toda la vida
18. Antes de que cuente diez
19. Al cantar
20. Soldadito marinero
21. Acabo de llegar

## Participantes
- Adolfo "Fito" Cabrales: voz principal, guitarra eléctrica y acústica.
- Carlos Raya: guitarra eléctrica, mandolina octava, slide y pedal steel y coros.
- Javier Alzola: saxofón y clarinete.
- Joserra Semperena: Hammond y teclados.
- Daniel Griffin: batería.
- Alejandro 'Boli' Climent: bajo